# 오루프레투
오루프레투(브라질 포르투갈어: Ouro Preto)는 브라질 미나스제라이스주의 도시이다. 도시 이름은 포르투갈어로 "검은 금이 넘치는 마을"을 뜻한다. 포르투갈 식민지 시절에는 금광촌이었다. 세라두이스피냐쿠 산에 위치하며 뛰어난 바로크 양식의 건축물을 보유하고 있어서 유네스코 지정 세계 문화 유산이 되었다.

## 개요
인구: 2000년 인구조사 결과
- 상주 인구: 66,277명
- 시내: 56,293명
- 시 외곽: 9,985명
- 관할 면적: 1,245 km2
- 온도: 섭씨 6~28도 사이이며, 6월과 7월에는 영하 2도까지 내려갈 수 있다.
- 평균 고도: 1,116 m. 고도가 가장 높은 지점인 피코 데 이타코로미는 1,722m이다.
- 기후: 고산 아열대 기후. 연간 평균 강수량은 2,018mm이며, 대부분의 강수량은 여름에 집중되어 있다.
- 재정 수입: R$ 23,622 (US$13,544.73)

### 위치

오루프레투 지역의 위치

주요 도시까지의 거리는 다음과 같다:
- 벨루오리존치 100 km
- 리우데자네이루 475 km
- 상파울루 675 km
- 브라질리아 840 km

## 역사

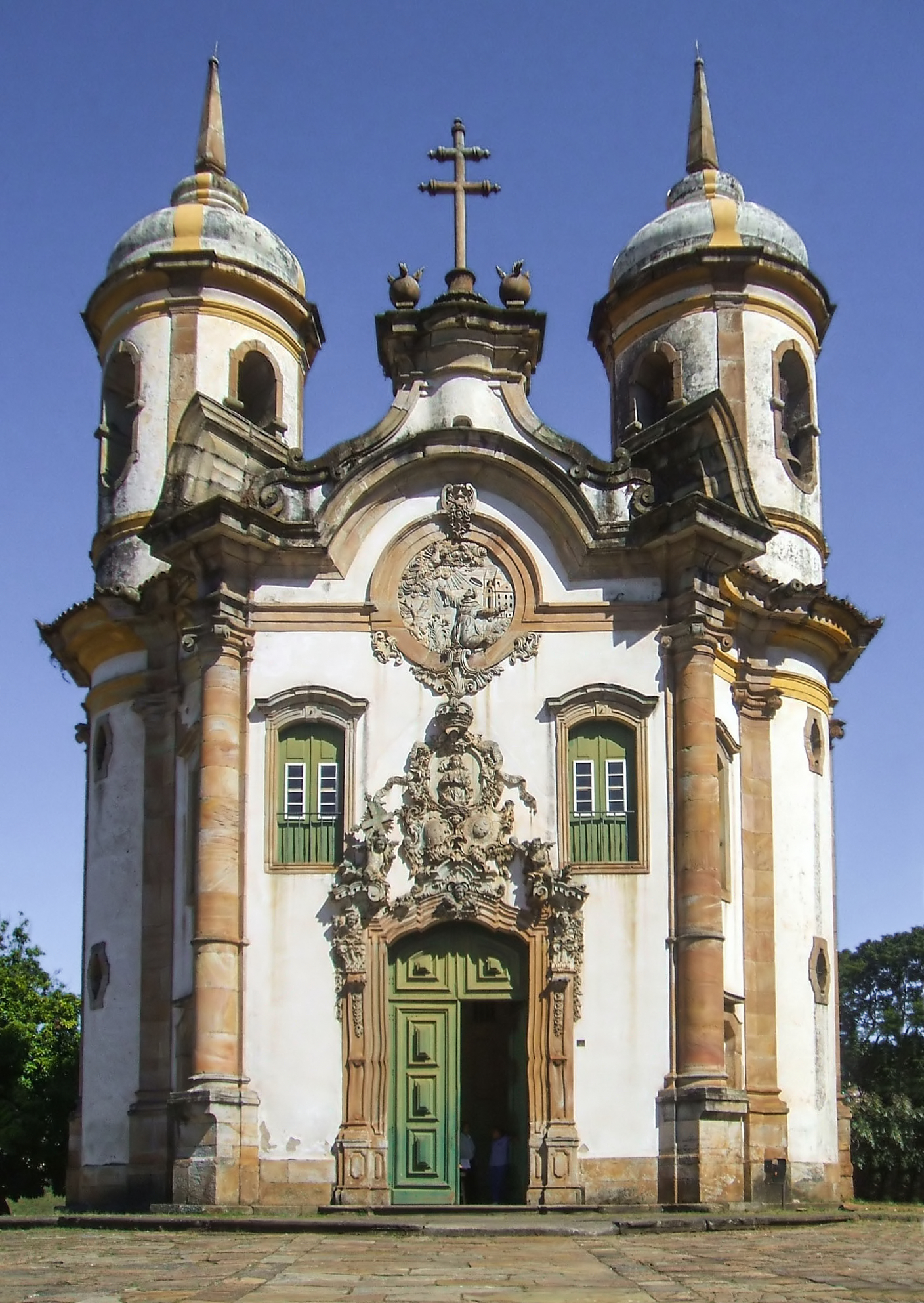
성 프란시스 교회

이 마을은 17세기 말에 세워졌으며, "검은 금"을 뜻하는 말인 오루프레투는 포르투갈 식민지 당시 18세기에 금 열풍이 불어 닥칠 때 중심 역할을 했다.
포르투갈 식민지 당시의 건물들을 잘 보존하고 있으며, 그 중에는 최근에 건설된 것도 약간 섞여 있다. 최근에 건설된 것은 반드시 도시에 의해 유지되고 있는 전통적인 기준을 지켜야 한다. 이 마을이 관광객들이 많이 찾는 이유는 금장식된 18~19세기 교회등이 있기 때문이다.
이 마을의 17세기의 금 채굴로 인한 엄청난 부는 유럽의 부호들의 관심을 끌게 되었고, 철학과 미술이 번성했으며, 부활한 바로크 양식(브라질어:Barroco Mineiro)이 건축물 뿐 아니라 조각, 그림, 음악, 시 등 전반적인 문화의 바탕이 되었다.
1789년에, 오루프레투는 포르투갈로부터 독립하려는 운동의 시발점이 되었으나, 실패하였다. 이 운동을 이끌었던 치라덴치스(포르투갈어:Tiradentes)는 다른 혁명을 막으려는 포르투갈 정부에 의해 교수형에 처해지게 되었다.
1876년에는 미나스 학교(포르투갈어:the Escola de Minas)가 설립되었다. 이 학교는 브라질에서 많은 광물 발견을 하는 기술적 토대를 마련해 주었다.
오루프레투는 1822년부터 1897년까지 미나스제라이스 주의 주도였으며, 주도는 나중에 신도시인 벨루오리존치로 옮겨졌다.

## 기후
| Ouro Preto, Brazil의 기후 | Ouro Preto, Brazil의 기후 | Ouro Preto, Brazil의 기후 | Ouro Preto, Brazil의 기후 | Ouro Preto, Brazil의 기후 | Ouro Preto, Brazil의 기후 | Ouro Preto, Brazil의 기후 | Ouro Preto, Brazil의 기후 | Ouro Preto, Brazil의 기후 | Ouro Preto, Brazil의 기후 | Ouro Preto, Brazil의 기후 | Ouro Preto, Brazil의 기후 | Ouro Preto, Brazil의 기후 | Ouro Preto, Brazil의 기후 |
| 월                        | 1월                       | 2월                       | 3월                       | 4월                       | 5월                       | 6월                       | 7월                       | 8월                       | 9월                       | 10월                      | 11월                      | 12월                      | 연간                      |
| ------------------------- | ------------------------- | ------------------------- | ------------------------- | ------------------------- | ------------------------- | ------------------------- | ------------------------- | ------------------------- | ------------------------- | ------------------------- | ------------------------- | ------------------------- | ------------------------- |
| 일평균 최고 기온 °C (°F)  | 26.0 (78.8)               | 26.1 (79.0)               | 25.3 (77.5)               | 24.0 (75.2)               | 22.5 (72.5)               | 21.6 (70.9)               | 21.3 (70.3)               | 23.0 (73.4)               | 24.0 (75.2)               | 24.2 (75.6)               | 24.5 (76.1)               | 24.6 (76.3)               | 23.9 (75.1)               |
| 일평균 최저 기온 °C (°F)  | 15.6 (60.1)               | 15.5 (59.9)               | 14.0 (57.2)               | 13.4 (56.1)               | 10.9 (51.6)               | 9.1 (48.4)                | 8.3 (46.9)                | 9.5 (49.1)                | 12.0 (53.6)               | 13.7 (56.7)               | 14.7 (58.5)               | 15.2 (59.4)               | 12.7 (54.8)               |
| 평균 강수량 mm (인치)     | 283 (11.1)                | 208 (8.2)                 | 175 (6.9)                 | 82 (3.2)                  | 29 (1.1)                  | 17 (0.7)                  | 15 (0.6)                  | 24 (0.9)                  | 57 (2.2)                  | 115 (4.5)                 | 223 (8.8)                 | 324 (12.8)                | 1,552 (61)                |
| 출처: Climatedata.org.    |                           |                           |                           |                           |                           |                           |                           |                           |                           |                           |                           |                           |                           |